# Asplenium isabelense
Asplenium isabelense är en svartbräkenväxtart som beskrevs av Guido Georg Wilhelm Brause. Asplenium isabelense ingår i släktet Asplenium och familjen Aspleniaceae. Inga underarter finns listade.